# Xã Lukin, Quận Lawrence, Illinois
Xã Lukin (tiếng Anh: Lukin Township) là một xã thuộc quận Lawrence, tiểu bang Illinois, Hoa Kỳ. Năm 2010, dân số của xã này là 429 người.